# Flaggenstreit zwischen den Vereinigten Staaten und Panama 1964
Vom 9. bis 11. Januar 1964 kam es in der Panamakanalzone im Laufe von Auseinandersetzungen in der sogenannten Flaggen-Frage zu anti-amerikanischen Demonstrationen und Ausschreitungen, in deren Verlauf 27 Menschen (23 Panamaer, 4 US-Soldaten) starben und 234 (200 Panamaer, 34 US-Soldaten) verletzt wurden. Panama brach am 10. Januar 1964 die diplomatischen Beziehungen zu den USA ab; am 3. April 1964 wurde die Wiederaufnahme der diplomatischen Beziehungen vereinbart. Die Vorgänge sind als Día de los Mártires bzw. Martyrs’ Day in die Geschichte eingegangen.

## Anlass und Verlauf der Ausschreitungen

Flagge Panamas

Flagge der USA

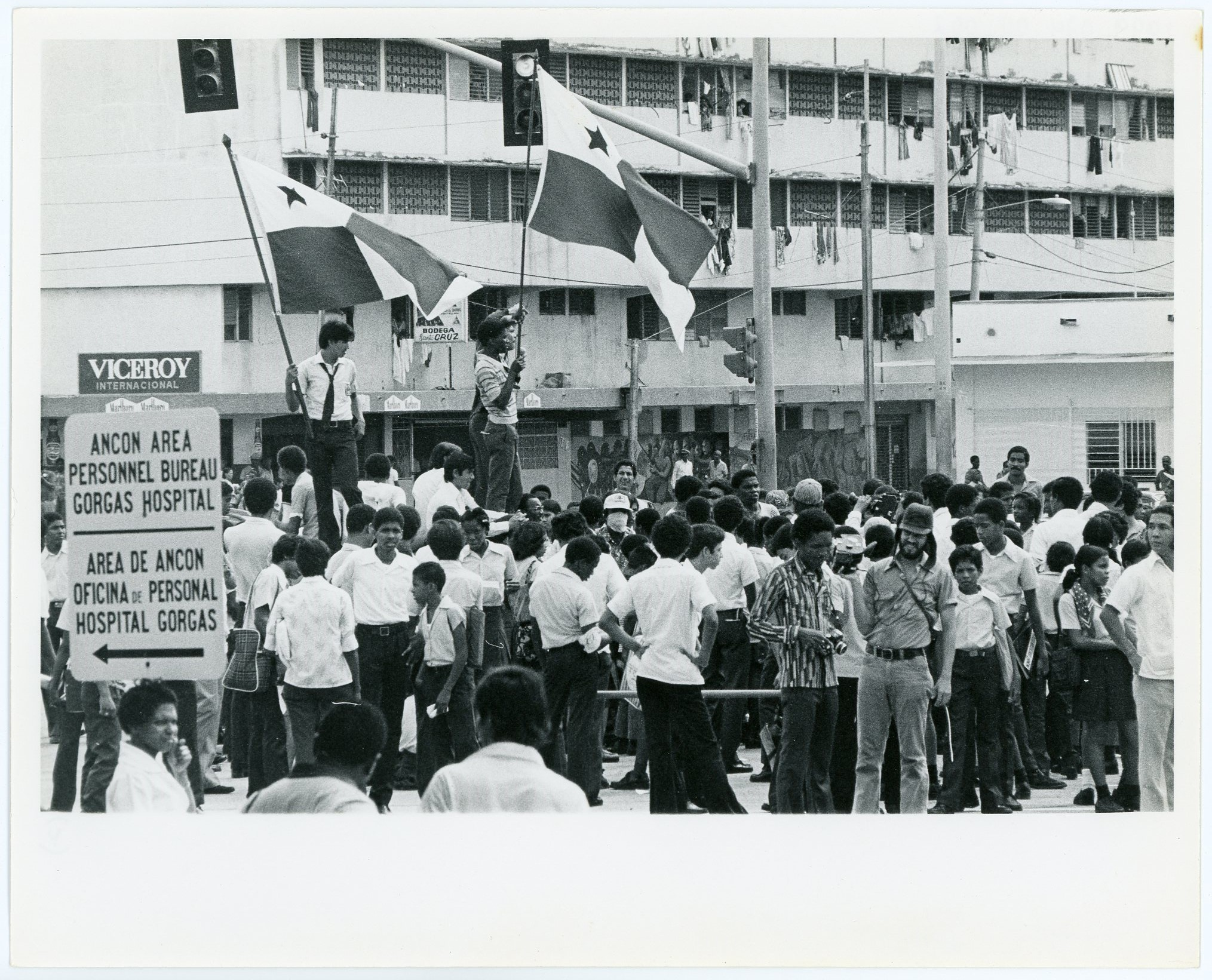
Demonstration nahe dem US-amerikanischen Militärkrankenhaus Gorgas Hospital

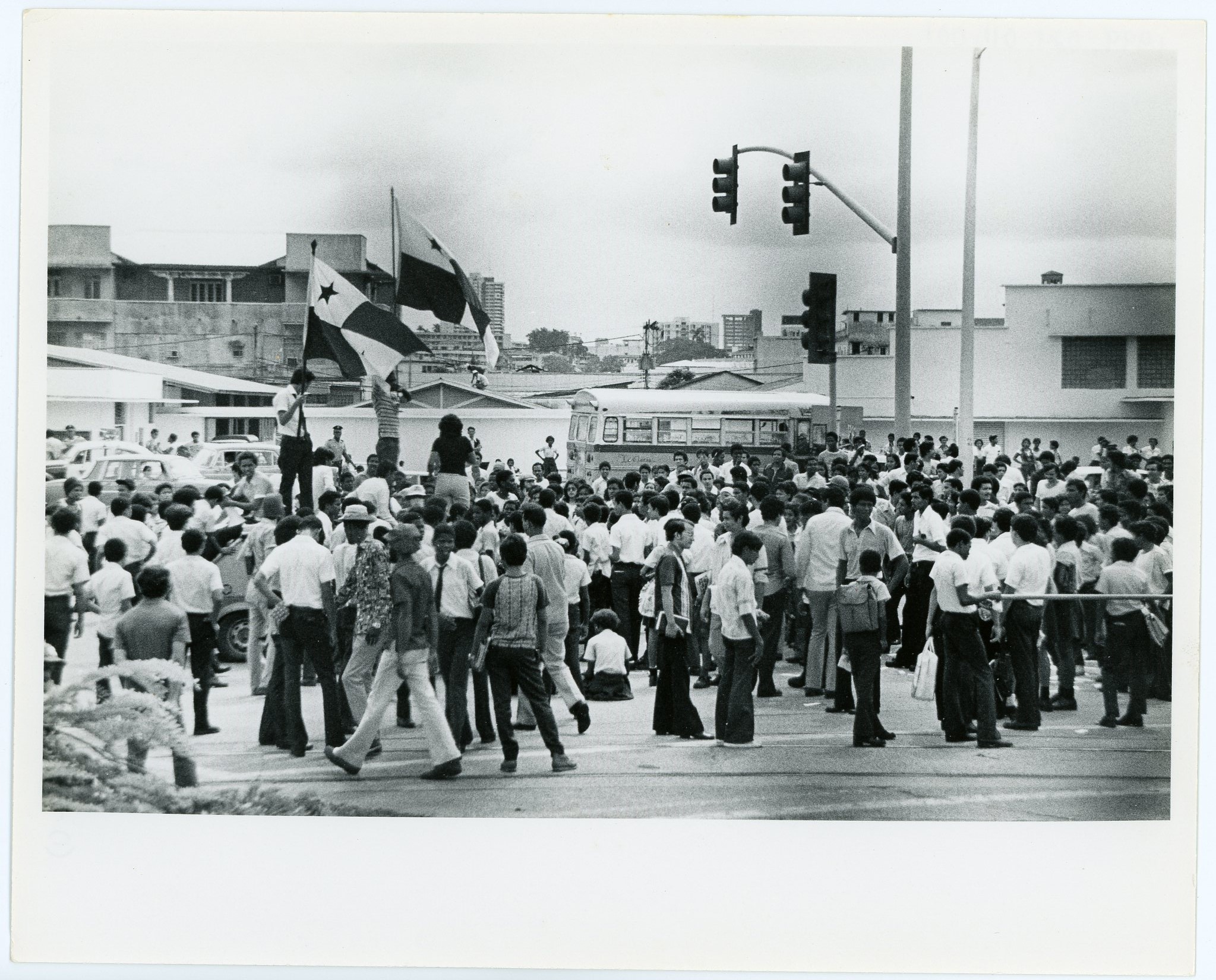
Demonstranten an der Grenze zwischen Panama und der Kanalzone

Kernstück der Beziehungen zwischen den USA und Panama und Ausgangspunkt aller Streitigkeiten zwischen beiden Staaten war die Frage, wer die Souveränität über die Panama-Kanal-Zone innehaben sollte (Panama-Kanal-Frage).
Am 17. September 1960 gab US-Präsident Dwight D. Eisenhower bekannt, dass ab sofort die Flagge Panamas gemeinsam mit der der USA in der Kanalzone als Ausdruck der nominellen Souveränität Panamas über dieses Gebiet gehisst werden solle. Die erste Hissung der panamaischen Flagge erfolgte am 21. September 1960 auf dem Shaler Triangle. Am 13. Juni 1962 beschlossen US-Präsident John F. Kennedy und der panamaische Präsident Roberto Francisco Chiari Remón eine Kommission zur Diskussion panamaischer Forderungen zu einer weiteren Revision der Kanalverträge einzusetzen. Am 10. Januar 1963 veröffentlichte die Kommission eine gemeinsame Erklärung, dass in der Kanalzone neben den von Zivilbehörden gehissten US-Flaggen auch die panamaische Flagge gehisst werden solle. Am 23. Januar 1963 einigten sich die Delegationen auf ein entsprechendes 6-Punkte-Revisionsabkommen. Dies beinhaltete u. a. auch folgende Punkte:
1. Ein paritätisch besetztes Arbeitsberatungskomitee zur Behandlung von Streitfragen zwischen panamaischen Angestellten und den Behörden der Kanalzone und das der panamaischen Regierung beratend zur Seite steht und
5. Die Jurisdiktion über den Panamakanal-Korridor von der Hauptstadt zum Territorium Panamas wird an Panama zurückgegeben.
Am 30. Dezember 1963 gab der amtierende Gouverneur der Kanalzone, Generalmajor Robert J. Fleming jun., bekannt, die Flaggen beider Nationen würden gemeinsam an elf Punkten in der Kanalzone wehen, weitere fünf Punkte sollen im Februar 1964 folgen. Zudem gab der Gouverneur bekannt, dass ab 2. Februar 1964 außerhalb des Gebäudes des US-amerikanischen Distriktgerichts in Ancón und an drei weiteren Punkten keine Flaggen mehr aufgezogen werden sollten. Die US-amerikanische Flagge würde weiterhin nur noch in Schulräumen oder innerhalb der Schulen entrollt werden.
In der Zeit vom 7. bis 9. Januar 1964 hissten Schüler von US-Schulen (u. a. Canal Zone Junior College, Balboa High School, Cristobal High School) in der Kanalzone unter Missachtung der bestehenden Vereinbarungen an verschiedenen Stellen die US-amerikanische Flagge. Dagegen demonstrierten zunächst panamaische Studenten der Elitehochschule Instituto Nacional, die mit Gewalt die panamaische Flagge aufzogen. Ihnen schlossen sich andere Demonstranten an und es kam zu einem Marsch von 150 bis 200 Personen in die Kanalzone.
Am 9. Januar 1964 kam es erstmals zu Schießereien und die Kanal-Polizei tötete den 20-jährigen Studenten Ascanio Arosemena. Die Demonstration eskalierte. Autos von US-Soldaten oder Mitarbeitern der Kanalzone wurden in Brand gesetzt, Häuser beschädigt oder auch in Brand gesetzt, u. a. ein Gebäude der US-Fluggesellschaft Pan Am. Da die 70 Mann starke Polizei der Kanalzone die Situation nicht mehr kontrollieren konnte und viele Polizisten verletzt wurden, ersuchte der amtierende Gouverneur Generalmajor Robert J. Fleming jun. die in der Panama-Kanalzone stationierten US-Streitkräfte des US Southern Command unter der Führung des US-Generals Andrew P. O’Meara um Übernahme der Sicherung der Kanalzone und um Wahrung der Ordnung.
Nach US-Militärangaben befänden sich unter den Demonstranten auch von Kuba ausgebildete Provokateure, die mit Handgranaten und Gewehren bewaffnet seien und auch selbstgebastelte Bomben in die Kanalzone gebracht hätten. Die US-Streitkräfte, unter anderem Soldaten der 193. US-Infanteriebrigade unter der Führung von Brigadegeneral George Mabry, übernahmen die Befehlsgewalt der Kanalpolizei und bekämpften die Demonstranten mit Tränengas und Waffengewalt. Die US Army setzte außerdem gepanzerte Truppentransporter ein und rief die mittlerweile bis zu 3.500 teilweise bewaffneten Demonstranten auf, sich zurückzuziehen.
Die Gewalt eskalierte und die US Army tötete das auf einem Balkon stehende 11-jährige Mädchen Rosa Elena Landecho durch Gewehrfeuer. Der 33-jährige Rodolfo Sanchez wurde in einem Auto erschossen. Zu den namentlich bekannten Opfern zählen auch der 14-jährige Schüler Gonzalo France und der 29-jährige Taxifahrer Victor Garibaldo. Nach offiziellen Angaben kamen in den drei Tagen 4 US-Soldaten und 23 panamaische Zivilisten um. 
Am 10. Januar 1964 brach die panamaische Regierung unter Präsident Roberto Francisco Chiari Remón (1905–1981) die diplomatischen Beziehungen zu den USA ab. Chiari lehnte auch den Einsatz der Nationalgarde gegen die Demonstranten ab und wollte den US-Präsidenten zu weiteren Zugeständnissen bezüglich der Kanal-Zone bewegen und bat um Entsendung eines US-Gesandten. Chiari, der als pro-amerikanisch galt, stand kurz vor den Präsidentschaftswahlen und wollte sich mit seiner starren Haltung profilieren. Die US-Botschaft in Panama-Stadt wurde am gleichen Tag evakuiert.
Durch die Krise verließen 2.000 US-Bürger Panama und flohen in die Kanalzone. Am 13. Januar 1964 beruhigte sich die Lage und die Mitarbeiter der US-Botschaft kehrten wieder in ihr Gebäude zurück.

## Bemühungen um die Beilegung des Konflikts
US-Präsident Lyndon B. Johnson verhandelte am 10. Januar 1964 telefonisch mit dem panamaischen Präsidenten Francisco Chiari Remón, der um die Entsendung einer US-Sondermission nach Panama bat. Die Kommission, welcher der Unterstaatssekretär für lateinamerikanische Angelegenheiten Thomas C. Mann und der Staatssekretär für die Armee Cyrus Vance angehörten, reiste am gleichen Tage ab. 

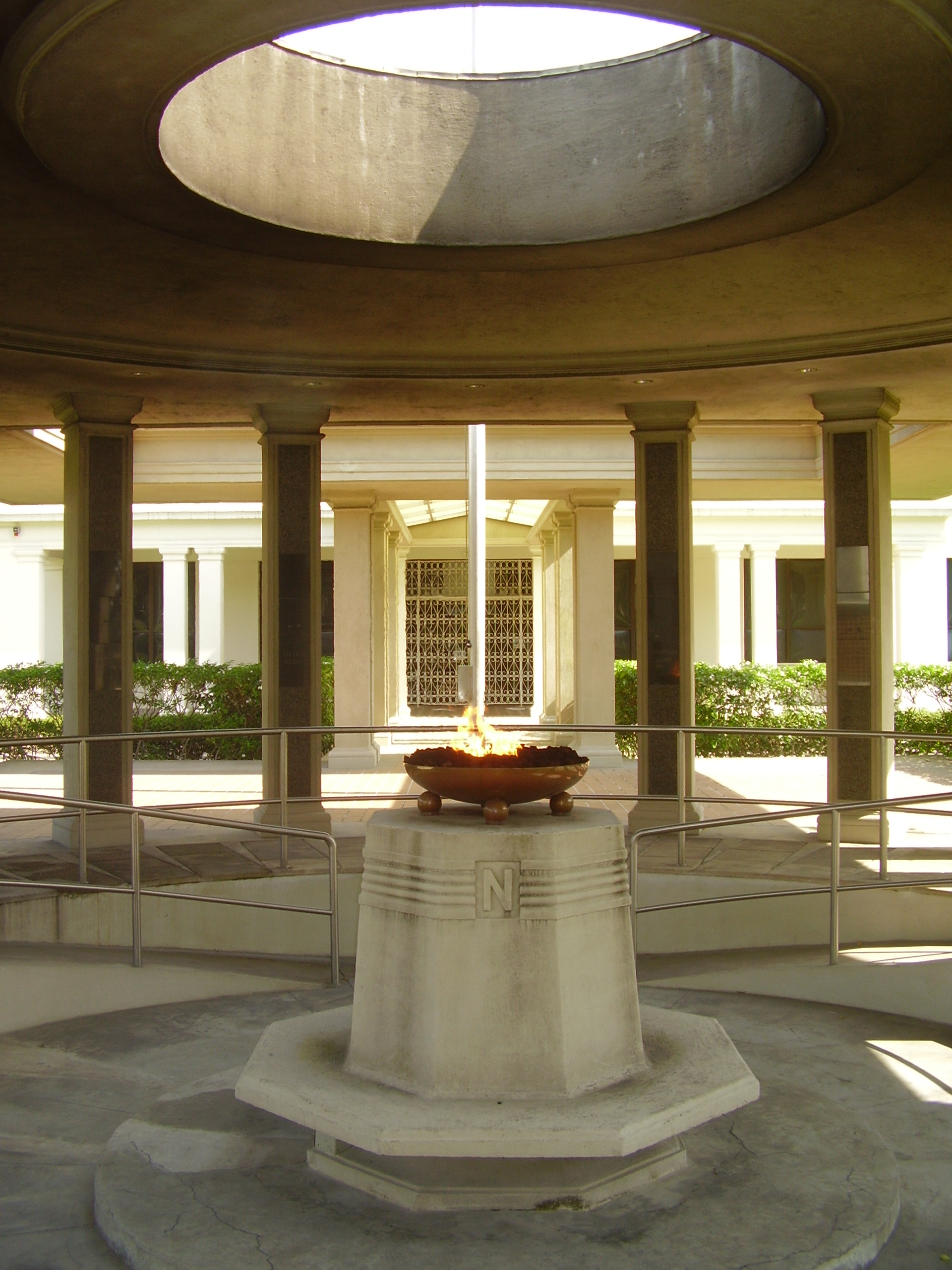
Monumento a los mártires del 9 de enero de 1964 in Panama-Stadt

In der Nacht zum 11. Januar 1964 trat auf Ersuchen Panamas der UNO-Sicherheitsrat zu einer Sondersitzung zusammen, beschloss jedoch nach kurzer Debatte die Vermittlungsergebnisse der Organisation Amerikanischer Staaten (OAS) abzuwarten.
Am 13. Januar 1964 traf eine OAS-Friedensmission in Panama ein. In Verhandlungen mit der panamaischen Regierung wurde die Einrichtung einer gemischten Kommission zur Wiederherstellung des Friedens und zur indirekten Aufrechterhaltung der diplomatischen Beziehungen beschlossen. Im Laufe dieser Verhandlungen erhob Panama die Forderung, als Vorausbedingung für die Wiederaufnahme diplomatischer Beziehungen müssten die USA ihre Bereitschaft zur Revision der Panamakanal-Verträge erklären, während die US-Regierung feststellte, sie sei nicht bereit, die diplomatischen Beziehungen unter Druck wieder aufzunehmen, wohl aber, nach Wiederaufnahme der Beziehungen in Verhandlungen ohne Einschränkung einzutreten.
Am 15. Januar 1964 veröffentlichte die OAS-Friedenskommission ein Kommuniqué, in dem sie die Wiederherstellung des Friedens feststellte und Panama und die USA aufforderte, diplomatische Beziehungen so schnell wie möglich wiederherzustellen.
Am 16. Januar 1964 wies die Regierung Panamas die Botschaftsangehörigen in Washington an, die Botschaft zu schließen und in die Büros der OAS in Washington überzusiedeln. Am Folgetag verließen auf Druck der Regierung Panamas die Angehörigen der US-Botschaft in Panama-Stadt das Land.
Am 28. Januar 1964 brach Panama die Gespräche im Rahmen der OAS-Friedensmission ab und drängte auf Einberufung des Rates der OAS. Der OAS-Rat trat am 31. Januar 1964 zu einer Sondersitzung zusammen und beschloss nach Anhören der beiden Standpunkte auf seiner Sitzung am 4. Februar 1964 mit 16 gegen 1 Stimme, einen Antrag Panamas zu entsprechen und sich auf Grund des Rio-Paktes von 1947 (Vertrag der interamerikanischen Verteidigungskonferenz von Petrópolis bei Rio de Janeiro in Brasilien) als Konsultativorgan zu konstituieren, um die von Panama vorgebrachten Vorwürfe einer Aggression zu prüfen.
Am 11. Februar 1964 entsandte die OAS ein Sonderkomitee zur Überprüfung der Vorfälle vom 9. bis 11. Januar 1964. Am 15. März 1964 gab die OAS in einem  Communiqué bekannt, dass Panama und die USA übereingekommen seien, die diplomatischen Beziehungen wieder aufzunehmen, sowie Gespräche und Verhandlungen zur Lösung des Konflikts zwischen beiden Staaten zu beginnen. Die US-amerikanische und panamaische Regierung hätten mit dem OAS-Komitee vereinbart, zu einem von ihnen gebilligten Communiqué des Komitees Erklärungen abzugeben. Da sich beide Regierungen nicht einigen konnten, in diesen Erklärungen die Darlegung ihrer grundsätzlichen Meinungsverschiedenheiten zu unterlassen, wurden die vereinbarten Erklärungen nicht abgegeben. Dies führte zu Unstimmigkeiten durch eine uneinheitliche Interpretation des Communiqués. Der spanischsprachige Text bezog sich auf die Eröffnung formeller Verhandlungen (negociaciones), während im englischsprachigen Text von Diskussionen (discussions) die Rede war.
Präsident Chiari erklärte in einer Rundfunkansprache, dass Panama der Wiederaufnahme der diplomatischen Beziehungen zugestimmt habe, und dass die vereinbarten Verhandlungen (negociaciones) in eine Revision der Panamakanal-Verträge resultieren würden. Seine Regierung sehe die Zustimmung der USA zu Verhandlungen ohne Einschränkung als Verpflichtung der USA, die bestehenden Verträge zu ersetzen. 
US-Präsident Lyndon B. Johnson erklärte am 15. März 1964 in einer Pressekonferenz, dass die Meinungsverschiedenheiten im Gegensatz zur Erklärung von Präsident Chiari noch nicht beigelegt seien. US-Außenminister Dean Rusk erklärte, die US-Regierung habe sich nicht zu Verhandlungen über einen neuen Vertrag verpflichtet. Die USA seien zu Diskussionen aller bestehenden Probleme bereit, von „offiziellen Verhandlungen“, von denen auf panamaischer Seite gesprochen werde, sei nicht die Rede gewesen. Chiari gab nach den Ausführungen von Rusk bekannt, seine Regierung fordere als Voraussetzung für die Wiederaufnahme der diplomatischen Beziehungen zu den USA, dass die USA ihre Bereitschaft äußerten, die Panamakanalzonenverträge neu zu verhandeln.
Am 18. März 1964 erklärte der Vorsitzende der OAS-Sonderkomitees Juan Plate aus Paraguay, dass das Komitee seine Tätigkeit einstelle, da seine Bemühungen um eine Versöhnung vereitelt worden seien.

Am 21. März 1964 erklärte US-Präsident Lyndon B. Johnson zur Panama-Frage: 

„Wir sind bereit, jede Frage, die uns jetzt trennt, und jedes Problem, das die panamaische Regierung aufzugreifen wünscht, zu überprüfen. Wir sind bereit, dies zu jeder Zeit und an jedem Ort zu tun. Unser Botschafter wird sich auf den Weg machen, sobald er von der Regierung Panamas eingeladen worden ist. Wir werden auch einen Sondervertreter ernennen. Er wird mit voller Autorität eintreffen, jede Schwierigkeit zu erörtern. Er wird mit der Verantwortlichkeit betraut sein, eine Lösung zu suchen, welche die fairen Forderungen Panamas anerkennt und die Interessen aller amerikanischen Nationen im Kanal schützt. Wir können nicht vor der Zusammenkunft bestimmen, welche Lösung hierfür die beste wäre. Seine Instruktionen werden aber keine Lösung verbieten, die fair und die den angemessenen verfassungsmäßigen Verfahren der beiden Regierungen unterworfen ist.“

Der Vorsitzende des Allgemeinen Komitees des Rates der OAS veröffentlichte am 3. April 1964 folgende gemeinsame Erklärung der Präsidenten Lyndon B. Johnson und Roberto Francisco Chiari Remón: 

„In Übereinstimmung mit den freundschaftlichen Erklärungen der Präsidenten der USA und der Republik Panama vom 21. und 24. März 1964, die in einem ernsten Verlangen übereinstimmen, in günstiger Weise alle Differenzen zwischen beiden Ländern zu lösen; haben die Vertreter beider Regierungen, die sich unter dem Vorsitz des Präsidenten des Rates trafen, und die bedeutsame Kooperation anerkannten, die die OAS durch die interamerikanische Friedenskommission und die Delegation der Allgemeinen Komitees des Konsultativorgans boten, wie folgt vereinbart:
1. Die diplomatischen Beziehungen wiederherzustellen,
2. Ohne Verzögerung Sonderbotschafter zu bestimmen, die ausreichende Befugnisse haben, um eine sofortige Beseitigung der Gründe des Konflikts zwischen beiden Ländern zu suchen, und zwar ohne Begrenzungen oder Vorausbedingungen irgendwelcher Art,
3. Dass deshalb die bestimmten Botschafter sofort mit den notwendigen Prozeduren beginnen werden, mit dem Ziel, ein gerechtes und faires Übereinkommen zu erreichen, das anschließend den verfassungsmäßigen Verfahren beider Länder unterworfen wird.“

## Ausgang des Flaggenstreits
Durch den Abschluss der Torrijos-Carter-Verträge im September 1977 verzichteten die USA auf den Status der Garantiemacht auf Ewigkeit („perpetuity“), der somit zwischen 1903 und 1979 bestand. Am 31. Dezember 1999 gingen die Hoheitsrechte an der Kanalzone vollständig auf Panama über.